# Aufstand der Vendée

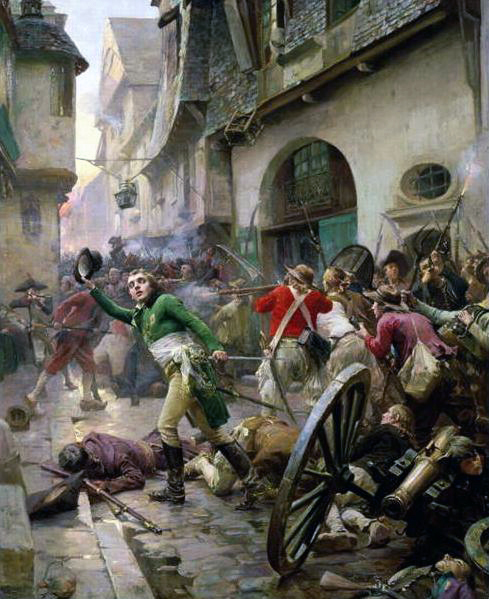
Henri de La Rochejaquelein in der Zweiten Schlacht bei Cholet am 17. Oktober 1793. Historiengemälde von Paul-Émile Boutigny

Henri de La Rochejaquelein. Illustration einer Biografie des 19. Jahrhunderts

Der Aufstand der Vendée (französisch guerre de Vendée) war der bewaffnete Kampf der royalistisch-katholisch gesinnten Landbevölkerung des Départements Vendée und benachbarter Départements gegen Repräsentanten und Truppen der Ersten Französischen Republik von 1793 bis 1796. Über 300.000 Tote und die gezielte Vernichtung von Siedlungen, Vieh und landwirtschaftlichen Flächen durch die Truppen der Republik waren die Folge.
Die Frage, ob die Revolutionstruppen der Ersten Französischen Republik einen Völkermord an der Bevölkerung der Vendée begangen haben, wird großteils bejaht, teilweise aber auch bestritten. Manche Historiker wie Pierre Chaunu sehen in der Niederschlagung des Aufstands „die Ouvertüre ... zu dem stalinistischen Gulag und dem deutschen Völkermord an den Juden.“

## Hintergrund
Die Guerre de Vendée war ein Bürgerkrieg in Folge der Französischen Revolution, der von 1789 bis 1792 mit von der katholischen Kirche unterstützten gewaltlosen Protesten und Manifestationen der Bauern begann. 1793 wurde er wegen der Einführung der Wehrpflicht durch die Revolutionsregierung zur bewaffneten Rebellion, und, mit zunehmender Brutalisierung des Konflikts von beiden Seiten, zu einem Krieg der Konterrevolution. Keinen nachhaltigen Einfluss hatten Truppen des emigrierten Adels und Anhänger der Monarchie, die sich an der Gegenrevolution beteiligten – finanziell und militärisch unterstützt von der britischen Regierung William Pitts.
Die menschliche Bilanz des rund dreijährigen Aufstandes war für die betroffenen Départements verheerend. Einige Gemeinden verloren zwischen 25 und 35 % ihrer Bevölkerung. Die Zahl der Toten wird auf 300.000 geschätzt. Einige Historiker in Frankreich meinen, dass es sich bei der Niederschlagung um einen Genozid, d. h. um Völkermord gehandelt habe. „Die Französische Revolution war als die große Vorläuferin des totalitären Terrors unseres Jahrhunderts [gemeint das 20.] in die Geschichte eingetreten.“
„Vendée“ war in Frankreich bereits in der Diktatur der Jakobiner gleichbedeutend mit Gegenrevolution und gewalttätigem Widerstand anderer Regionen gegen die Regierung der Ersten Republik:

„Die Vendée ist nicht mehr nur das Kerngebiet einer Revolte […]. Die Vendée ist heute überall.“

Die energische, sehr oft unmenschliche Niederschlagung des Aufstands und die Befriedung des Westens durch republikanisches, politisch handelndes Militär und Verwaltungsbeamte aus allen Teilen Frankreichs wird als ein wichtiger Beitrag zur „Schaffung der nationalen Einheit Frankreichs gesehen.“

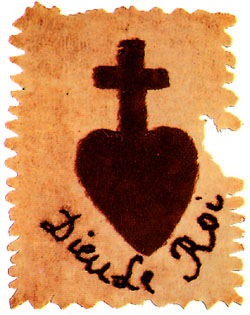
Symbol des Widerstands: Das Sacré-Cœur mit der Devise „Gott, König“ war auf die Kleidung der Aufständischen aufgenäht.

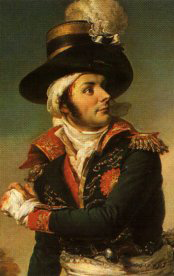
Jean-Baptiste Paulin Guérin – François de Charette (1819, Ausschnitt)

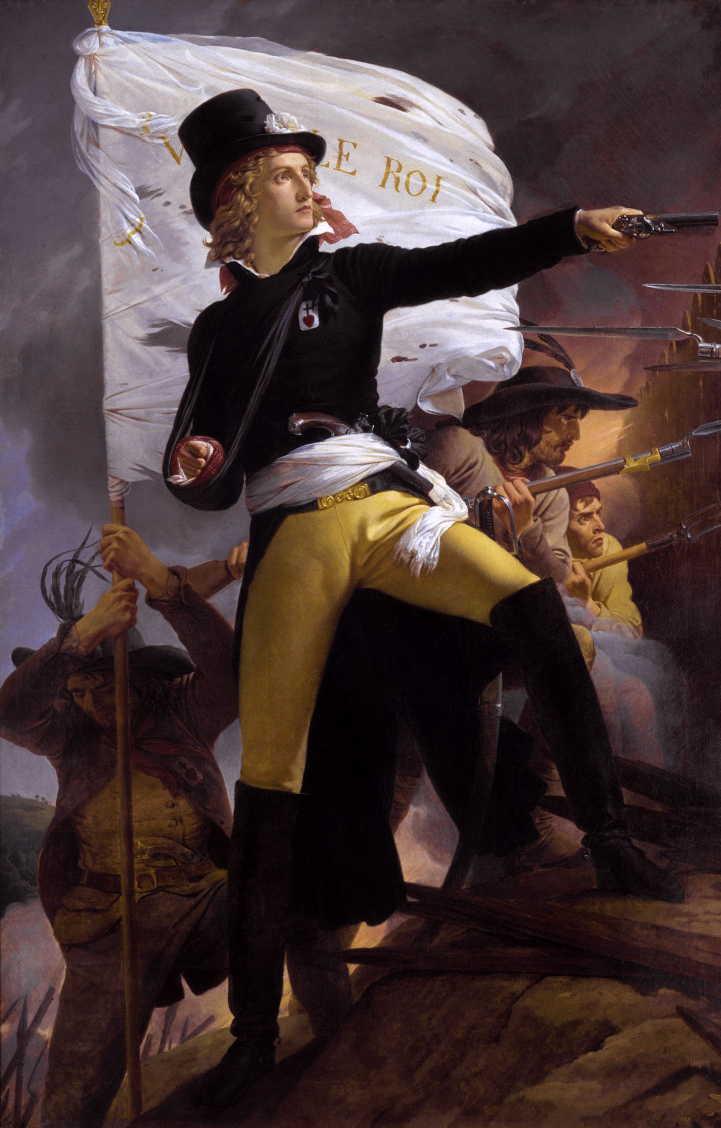
Pierre Narcisse Guérin – Porträt Henri de La Rochejaqueleins (1815)

### Vorgeschichte
Den Nährboden für die Erhebung bildete die soziale und wirtschaftliche Unzufriedenheit der im Mittelwesten Frankreichs beheimateten Bauern, die sich der Revolution wegen der Beseitigung der Adelsprivilegien angeschlossen hatten, aber durch die Kirchenpolitik der Nationalversammlung ihre „altgewohnte gemeindliche Lebenswelt“ bedroht sahen. Die stark bäuerlich geprägte Landschaft der Vendée umfasste den größeren Teil des alten Poitou, einen Teil von Anjou und der Bretagne und gehörte zu denjenigen Regionen Frankreichs, in denen der katholische Glaube besonders tief verwurzelt war. Besonders in dieser Region stieß die Priesterverfolgung auf Empörung; es handelte sich hierbei um diejenigen Pfarrkleriker, die den von der Nationalversammlung geforderten Eid auf die Verfassung und damit auf die Zivilverfassung des Klerus verweigerten.
Außerdem hatte die Nationalversammlung den Grundbesitz und Immobilien des Klerus enteignet, welche das Assignaten-Papiergeld garantieren sollte. Als sie diese Nationalgüter (biens nationaux) verkaufte, nützte dies vor allem dem städtischen Besitzbürgertum der Vendée. Die Bauern als Pächter des Ackerlandes waren aus Kapitalmangel zumeist leer ausgegangen und hassten daher das Bürgertum der Städte, das die ehemaligen Kirchengüter erworben hatte. Die Güterenteignung der Kirche – die Geistlichen bezahlte dann der Staat – wurde als Plan zur Zerstörung der katholischen Religion verstanden.
Steuerreformen und neue Agrargesetze der Revolution hatten die Abgabenlast in den Augen der Bauern weder gerechter gemacht, noch verringert. Im Gegenteil: Die Einführung einer direkten Hauptsteuer, der Contribution personelle et mobilière, war eine gefühlte Steuererhöhung, da sie der bisherigen schlechten Steuermoral wegen in neuer Erhebungspraxis zu zahlen war. In ihrer Erwartung auf Freiheit und Gleichheit durch die Revolution sahen sie sich getäuscht und benachteiligt. „Das «Programm» der Aufständischen war 1793 nicht eigentlich gegenrevolutionär, sondern zielte auf die bäuerliche Würde und Freiheit.“
Der Aufstand kam in einer besonders kritischen Phase der jungen Republik: Der Kurs der Assignaten war durch immer neue Emissionen auf ein Viertel des Nennwertes gesunken. In Erwartung einer Invasion der Engländer und der emigrierten Royalisten hatte man Kampftruppen nahe den Häfen an der Küste konzentriert, die im Landesinneren fehlten. Im Norden, Osten und Süden Frankreichs kämpfte die Republik gegen die Koalitionstruppen der Monarchien. In 60 von 80 Départements gab es Unruhen und Widerstand gegen das revolutionäre Paris, wo radikale, gemäßigte und konservative Gruppen um die Regierungsgewalt und die Vollendung der Revolution kämpften und diese Auseinandersetzungen mit häufigen, politisch motivierten Strategie- und Kommandowechseln in die Armeen trugen. Disziplinlosigkeit, Desorganisation und Mangelversorgung auf Seiten der Republikaner verhalfen den Aufständischen zu den Erfolgen zu Beginn ihrer Revolte.

### Militärische Situation 1793

Die »Vendée militaire« (in grün die für Verstecke wichtigsten Wälder).

Die republikanischen Truppen wurden im Mai 1793 von General Biron kommandiert, der gegen seinen Willen vom Nationalkonvent in die Vendée abkommandiert worden war. Er fand die „Armee von La Rochelle“ „in schrecklicher Unordnung vor“. Eigentlich zum Küstenschutz aufgestellt, war sie durch Zwangsrekrutierungen verstärkt, „in Verwirrung, ohne Instruktionen, ohne Disziplin, ohne Proviant auf die Vendée geworfen.“ Dazu kamen schwer zu führende Freiwilligenbataillone und Nationalgardisten, angeführt von dem sansculottischen Bierbrauer General Santerre oder dem ehemaligen Schauspieler Gramont. Eine Reihe von politischen Kommissaren (représentants en mission), die der Konvent zur Armeekontrolle und -organisation entsandt hatte, behinderten eine politische Lösung des Konfliktes und verbreiteten stattdessen Panik in Paris. Eine Radikalisierung der Regierungsanweisungen, im Terror endend, war die Folge.

„[…] Diese [die Regierungsrepräsentanten] widersprachen einander und den Generalen. […] Aus diesem Conflict der Autoritäten entstand ein Chaos von Anklagen und in den Befehlen. General Biron wagte seine Armee nicht in Marsch zu setzen, aus Furcht, sie möchte sich bei der ersten Bewegung auflösen oder unterwegs alles ausplündern.“

Die Jakobiner in Paris, die anfänglich den Aufstand als Polizeiaktion gegen Deserteure, Abenteurer und Straßenräuber, les brigands, gesehen hatten, wechselten die Berufsoffiziere aus und machten militärisch unbedarfte Sansculotten und befreundete Revolutionsaktivisten zu Kommandanten. Niederlagen und desertierende oder sich als ganze Einheiten ergebende Republikaner waren im Frühjahr und Sommer 1793 daher häufiges Gefechtsergebnis im Krieg der Vendée.
Erst der Regierungswechsel in Paris, die Entsendung erfahrener Generale und Linientruppen von der Nordgrenze, ließ die Republik ab dem Spätherbst 1793 alle gegenrevolutionären Widerstände erfolgreich bekämpfen.
Das Heer der Vendée, die Armée catholique et royale de Vendée war im Sommer 1793 sieben Divisionen groß, mit einer geschätzten Mannschaftsstärke von insgesamt 40.000 bis 60.000 Bauern- und Handwerkersoldaten, die sich schnell zusammenschließen konnten, aber genau so schnell wieder auflösten und zu ihren Höfen und Werkstätten zurückkehrten. Rund 12.000 zählte die größte Division de Saint-Florent-le-Vieil, 2.000 die kleinste Division d’Argenton-les-Vallées. Die Armee war nicht zentral gelenkt, hatte keine Kriegskasse, keine nennenswerte Kavallerie oder Artillerie und eine Struktur, die kaum mit einer ordentlichen Heeresführung zu vergleichen war. Ihre militärische Schwäche konnten sie mit bedingungslosem Einsatz und ihrem religiös begründeten Hass auf die Republikaner ausgleichen. Ihre Anführer verpflichteten sich im Juni 1793 zu gemeinsamem, aber selten geübtem Vorgehen und der Gründung eines Rates, einer Art Regierung, die sich aber bereits nach wenigen Monaten wieder auflöste.

## Kriegsverlauf

### Beginn des bewaffneten Aufstands im Frühjahr 1793
Als am 10. März 1793 die große Rekrutenaushebung stattfinden sollte, erhob sich an verschiedenen Orten der Vendée der Widerstand. In Saint-Florent-le-Vieil, im heutigen Département Maine-et-Loire, wählten die Aufständischen einen Fuhrmann, Cathelineau, in Niederpoitou (Marais) den vormaligen Marineoffizier Charette zu ihrem Führer.
In Cholet griff man die Nationalgardisten an und soll über 300 getötet haben. In Machecoul, einem Flecken im Département Loire-Atlantique kam es zu einem ersten Massaker an 150 gefangenen Nationalgardisten, das die radikalen Montagnards die Aufständischen zu von Priestern aufgestachelten Revolutionsgegnern dämonisieren ließ.
Innerhalb weniger Tage wurden Orte und Landschaft der alten Provinzen Anjou, Bretagne und Poitou zu einem Kriegsschauplatz, auf dem sich Bauern und Handwerker zusammenschlossen und, meistens in Überzahl, die örtlichen Nationalgarden und Truppen der Republik übermannten.

„Ihre Art zu kämpfen war immer dieselbe. Die Hecken und Unebenheiten des Bodens benützend, umzingelten sie den Feind (gemeint Republikaner) und schossen sicher treffend aus dem Hinterhalte. Wie sie auf diese Weise die Republikaner durch ein furchtbares Feuer in Unordnung gebracht hatten, benützten sie den ersten Augenblick der Bestürzung derselben, stürzten sich mit wildem Geschrei auf sie hin, warfen ihre Reihen um, entwaffneten sie und schlugen sie mit Stöcken nieder. […] Die in Reih’ und Glied stehenden Truppen waren ihrem Feuer ausgesetzt, ohne es erwidern zu können, weil sie gegen einen ringsum zerstreuten Feind weder ihre Artillerie gebrauchen, noch einen Bajonettangriff machen konnten.“

Die mangelnde Kriegsübung ersetzten die Führer der Revolte durch ihre genaue Kenntnis des Landes. Als der Adel sich dem Aufstand anschloss, erlangten die Bauern in ihm, besonders in Männern wie Henri de La Rochejaquelein und Louis de Salgues de Lescure, militärisch erfahrene Führer.

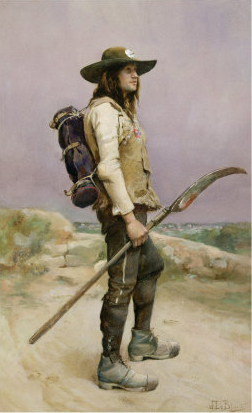
Le Vendéen, von Julien Le Blant, um 1880

Im Sommer 1793 sah man die Vendéer in den meisten Kämpfen als Gewinner, weil sie alleine durch Überzahl die regulären Truppen oft in Angst und Schrecken versetzten. Am 5. Mai sollen 20.000 Vendéer der vereinigten Divisionen die 5.000 Republikaner unter einem General Quétineau bei Thouars (Département Deux-Sèvres) zur widerstandslosen Aufgabe gezwungen haben. La Rochejaquelein erfocht am 25. Mai 1793 einen Sieg bei Fontenay-le-Comte und soll dabei 3.500 Gefangene gemacht haben, eroberte am 10. Juni Saumur und erbeutete 15.000 Gewehre und 50 bis 80 Kanonen.
Um sich mehr Hilfsquellen zu eröffnen, unternahm die Armee der Vendéer mit 30.000 Mann, zu deren Befehlshaber Cathelineau gewählt worden war, vom 25. bis 29. Juni 1793 Angriffe auf die Stadt Nantes. Die damals 90.000 Einwohner zählende Stadt galt den Royalisten als sicherer Ort und Hafen für die Anlieferung englischer Hilfsgüter. Der unerwartete Widerstand von Nationalgarde und pro-republikanischer Teile der Bevölkerung demoralisierte das Heer der Vendéer. Ihr Anführer Cathelineau wurde tödlich verwundet und starb am 11. Juli. Sein Nachfolger Baron d’Elbée konnte die sich auflösende Masse der Kämpfer nicht zusammenhalten.
Die erfolgreiche Verteidigung von Nantes wurde in Paris als Signal dafür gesehen, dass die Vendée für die Republik wiederzugewinnen sei. Die Vendéer sollen sich entmutigt in ihre Herkunftsregionen zurückgezogen haben. Die Aufstandsbewegung wurde ein Kleinkrieg in den unzugänglichen Landschaften der Bocage und des Marais Poitevin, mit wechselseitigen Erfolgen geführt von untereinander zerstrittenen Anführern, gegen ebenso unorganisierte Republikaner, in der sowohl die radikalen wie die gemäßigten Kräfte des Konvents ihre jeweils genehmen Generale und Kommissare platziert hatten. „[…] zu viele Repräsentanten, zu viele Abteilungen, zuviel Unwahrheiten bei den Berichten und zuviel Geldgier bei den Chefs und Beamten“ wurden in Paris als Problem erkannt.
Der Unruheherd Vendée, der die militärischen Kräfte band, die in den kritischen Plätzen an der habsburgisch-niederländischen Grenze, der Rheingrenze und den Ostpyrenäen dringend benötigt wurden, verlangte von Paris ein konsequenteres Vorgehen.

„‚[…] das einzige Mittel dieses unglückliche Land zu unterwerfen, sei nicht, es zu bekämpfen, sondern es zu verwüsten, weil seine Armee überall und nirgends wären‘, heißt es im Konvent von jakobinischer Seite.“

Der mit größter Vollmacht ausgestattete Wohlfahrtsausschuss stellte eine Armée de l’Ouest auf und ordnete ihr die berühmte Garnison von Mainz („Armée de Mayence“ genannt) unter tüchtigen Führern, wie Jean-Baptiste Kléber und Aubert du Bayet, unter. Gleichzeitig dekretierte er, dass die Wälder abgehauen und die Weiler der Vendée durch Feuer zerstört, die Mobilien, das Vieh, die Weiber und Kinder ergriffen und vierundzwanzig Stunden Fußmarsches von ihrem Wohnort entfernt zu deportieren seien, die Güter der Aufständischen sollten beschlagnahmt und in den benachbarten Provinzen die Landmilizen aufgeboten werden.

Das Aufstandsgebiet 1793.

Gleichwohl behaupteten sich die Vendéer und siegten zwischen dem 5. und 22. September unter anderem bei Chantonnay, Tiffauges, Torfou, Pont-Barré, Montaigu und Saint-Fulgent. Der Anführer der Aufständischen aus dem Marais, Charette, aber scherte mit seiner Armee aus dieser Allianz aus und begann einen Privatkrieg im äußersten Südwesten des Aufstandsgebietes.
Anfang Oktober konzentrieren sich die Kämpfe mit der restlichen „katholischen und königlichen Armee“ auf die Städte zwischen der Süd-Loire und dem Marais Poitevin. Die Republikaner, auf Anordnung eines Kriegskommissars mit General Kléber als Oberkommandierendem statt des unfähigen Sansculotten Jean Léchelle, begannen mit einer Einkreisung dieser Region.
Mitte Oktober 1793 hatten sich geschätzte 40.000 Aufständische, zum Teil mit ihren Familien „wie zur Auswanderung gerüstet“, wieder bei Cholet gesammelt. Die Republikaner siegten am 15. Oktober 1793 in der Schlacht bei La Tremblaye und konnten als Ergebnis die Stadt Cholet einnehmen.
Mit rund 25.000 Mann, unter Beteiligung nahezu aller in den Westen beorderter Generale, griffen sie die Vendéer am 17. Oktober in der Zweiten Schlacht bei Cholet nochmalig so energisch an, dass sich diese aus den Kämpfen in einer panikartigen Flucht befreiten und unter großen Verlusten mit ihrem ganzen Tross die Loire überquerten. Ihr Ziel war, auch in der Bretagne den Aufstand anzufeuern und quer durch das Land die Hafenstadt Granville an der Grenze zur Normandie zu erreichen. Dort sollte der britische Admiral Lord Moira Truppen und Hilfsgüter für die royalistischen Vendéer anlanden und so der Gegenrevolution neue Kräfte geben. „Der Zug der sechzigtausend nach Norden und wieder zurück an die Loire gehört zu den wirresten Vorgängen dieses wirren Krieges.“

### Herbst 1793. Virée de Galerne
Der auf 60.000 Personen geschätzte Treck von Aufständischen, Verwundeten, Frauen, Kindern und Alten wird in Frankreich nach »Gwarlan«, einem bretonischen Dialektwort für „heftiger, wechselhafter Wind aus Nordwest“ benannt. Der Zug (Virée de Galerne) konnte bei seinem Zick-Zack-Weg von Rastplatz zu Rastplatz einige Orte gewinnen. Trupps der Chouannerie schlossen sich ihnen an. Am 25. Oktober wurde die von Westermann und de Beaupuy kommandierte Avantgarde der republikanischen Armee in der Schlacht bei Croix-Bataille besiegt.
Die Vendéer unter de La Rochejaquelein kamen dann einem republikanischen Gegenangriff zuvor und siegten am 26. Oktober in der Schlacht bei Entrammes, am 3. und 4. November folgte die Schlacht bei Fougères. Das Ziel Granville wurde Mitte November erreicht, erwies sich aber als uneinnehmbare Festung. Die Mehrheit der Einwohner war republikanisch und feindlich gesinnt und die angekündigte britische Hilfe nicht angekommen. Entkräftet, unter Nahrungsmangel und dem Winterwetter leidend, kehrte der Zug wieder um zur Loire.

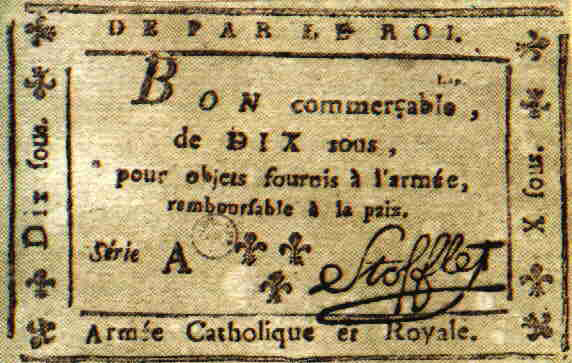
Schuldschein als Ausgleich für die Lieferung von Versorgungsgütern an die Royalisten (hier mit der Unterschrift von Stofflet, ausgestellt im Namen des französischen Königs)

La Rochejaquelein wollte seine Angriffe nicht aufgeben, in Avranches angekommen wollte er weiter auf Cherbourg marschieren. 4.000 Republikaner unter General Tribout versuchten den Weg bei Pontorson zu verlegen, wurden aber am 18. November in der Schlacht bei Pontorson geschlagen. In der drei Tage und Nächte dauernden Schlacht bei Dol und den Gefechten bei Antrain (20., 21., 22. November) waren die aufständischen Vendéer noch siegreich und hätten auf das südliche Ufer der Loire zurückkehren können. Doch schritten die Vendéer am 3. Dezember zur Belagerung von Angers, dieser Angriff scheiterte aber wie der von Granville, man besetzte die Vororte, konnte aber das Ziel, die Einnahme der befestigten Innenstadt, ohne Belagerungsgerät nicht erreichen. Überliefert ist die Beteiligung vieler Frauen an diesen Kämpfen.
Erbeutete Waffen und Munition sicherten ihnen den Rückzug. Der Zug war inzwischen durch Hunger, Kälte und Typhuserkrankungen um einige Tausend kleiner geworden und erreichte Le Mans (10. Dezember). In der Schlacht bei Le Mans (11./13. Dezember 1793) sollen im einen Tag und eine Nacht andauernden Häuser- und Straßenkampf 15.000 Männer, Frauen und Kinder den einstürmenden Republikanern zum Opfer gefallen sein. General Kléber, der einen Tag später den Ort dieses Massakers sah, beschreibt 1794 entsetzt den Anblick tausender umherliegender Leichen jeden Alters und Geschlechts.
General Westermann, der die flüchtenden Reste des Zugs über Laval bis Savenay (→ Schlacht bei Savenay) verfolgte und am 22. Dezember 1793 niedermachte, triumphierte dagegen in seinem Bericht an den Konvent, „[…]ich brauche mir nicht vorzuwerfen, auch nur einen Gefangenen gemacht zu haben.“ Der Untergang des Virée de Galerne im Dezember 1793 wurde als das Ende des Ersten Bürgerkriegs der Vendée angesehen. Tatsächlich aber fand er statt in Schlachten als Bandenkrieg mit Überfällen und gegenseitigen Vergeltungsaktionen seine Fortsetzung. La Rochejaquelein und andere Anführer hatten sich bereits vor dem Desaster von Le Mans in die unzugänglicheren Gegenden der Vendée abgesetzt.
Die Verfolgung der Vendéer wurde durch Militärkommissare und Revolutionstribunale fortgesetzt. Deserteure, Gefangene und Verdächtige wurden abgeurteilt und hingerichtet oder starben bereits vorher in der Haft. Alleine im Département Maine-et-Loire sollen während des Terreur angevine von 11.000 bis 15.000 inhaftierten Männern, Frauen und Kindern zwischen 6.000 und 7.000 hingerichtet und rund 2.000 in Gefängnissen verstorben sein.
Der Terror des politischen Kommissars Jean-Baptiste Carrier in Nantes erreichte mit tausendfachen Ertränkungen von „Feinden der Republik“ in der Loire eine makabre Berühmtheit.

### Massaker an der Zivilbevölkerung 1794 und Sturz der Jakobinerherrschaft
Die Verfolgung der Chefs Charette, La Rochejaquelein und Stofflet, die Ausschaltung ihrer Anhänger und tatsächlicher oder nur verdächtiger Unterstützer übernahm der ab Dezember 1793 neue Oberkommandierende der Westarmee General Louis-Marie Turreau de Linière (1756–1816). Im Januar 1794 schlug er dem Konvent vergeblich eine Amnestie für die Aufständischen vor. Ebenso wurde ein Vorschlag von General Kléber abgelehnt, die Region neu zu gliedern und zur Beruhigung der Bevölkerung nur disziplinierte Truppen dort zu stationieren. Kléber und Marceau verließen die Vendée und wurden Divisionsgenerale bei der Nordarmee in Belgien.
Der Wohlfahrtsausschuss verschärfte unterdessen die Befehle zur Verwüstung, «ensanglatent le pays», zum Ausbluten der Vendée und der Deportation der Bewohner und Neuansiedlung mit „guten Sansculotten“. Zwanzig Kolonnen („Höllenkolonnen“) durchkämmten von Januar bis Mai 1794 die vier Départements Maine-et-Loire, Loire-Inférieure, Vendée und Deux-Sèvres mit entsetzlicher, an den Dreißigjährigen Krieg erinnernde Grausamkeit.
Die ungewöhnlich brutale Bestrafung, auch unter Anwendung der Sippenhaft, dokumentierte sich in einem Befehl, den General Turreau gegeben haben soll:

« […] il faut exterminer tous les hommes qui ont pris les armes, et frapper avec eux leurs pères, leurs femmes, leurs sœurs et leurs enfants. La Vendée doit n’être qu’un grand cimetière national. »

„Wir müssen alle Männer vernichten, die zu den Waffen gegriffen haben und sie mit ihren Vätern, ihren Frauen, ihren Schwestern und ihren Kindern zerschlagen. Die Vendée soll nichts anderes sein als ein großer nationaler Friedhof.“

Paris schickte radikal-republikanische Konventsrepräsentanten mit allen Vollmachten zur Durchführung ihrer Dekrete und zur Disziplinierung unsicherer Generale, die die Anordnungen nicht konsequent befolgten. Die trotz, möglicherweise aber wegen der Repressalien nicht zu beendende Rebellion in den westlichen Départements – zunehmend auch der Chouannerie der Bretagne – ließ auf Regierungsseite die Bereitschaft zu Konzessionen wachsen.
Die Vendéer konnten in dieser Phase ihre Anhänger wieder mobilisieren und im Februar z. B. mit 40.000 bis 70.000 Mann den Republikanern die Dritte Schlacht bei Cholet liefern. Sie eroberten verschiedene Städte, konnten sie aber meistens nur einige Stunden halten. General Turreau wurde im Mai 1794 suspendiert. Seine Operationen hatten nicht den erwünschten Erfolg gebracht. Die Kämpfe flauten ab, der Bürgerkrieg schien zu Ende zu gehen, weil die republikanischen Truppen sich in ihre Lager zurückzogen. Ein neuer Oberkommandierender General (Thomas Alexandre Dumas) lehnte nach einer Inspektion das Kommando über die Westarmeen ab, bei der von 47.887 Mann 29.814 - mehr als drei von fünf - im Krankenstand waren.
Zwei neue Generale, de Canclaux für die Vendée und Lazare Hoche für die Bretagne, führten ihre Operationen mit kleineren Einheiten (colonnes mobiles) gegen die Aufständischen durch. Ihre Offiziere hatten die Anweisung, dabei die Bevölkerung weitgehend zu verschonen.
In Paris ging die Diktatur der Jakobiner zu Ende; der „Terreur“ zur Abwehr der Feinde im Inneren und an den Grenzen hatte nach dem Sieg bei Fleurus seine Berechtigung verloren.
Im Herbst 1794 wurde denjenigen Aufständischen der Südwestbretagne eine Amnestie angeboten, die die Waffen niederlegen. Im Dezember wurde dieses Amnestieangebot auf das ganze Aufstandsgebiet ausgeweitet. Der Regierung gelang es damit, die Katholische und königliche Armee der Vendée ihres Rückhalts zu berauben. Zudem konnten die republikanischen Truppen sich zwischen die drei Vendéer-Armeen der Anführer Charette, Sapinaud und Stofflet manövrieren und sie voneinander isolieren. Im Februar waren die meisten royalistischen Generale zu Friedensverhandlungen bereit und unterzeichneten am 13. Februar den Vertrag von La Jaunaye, im April einige Clanchefs der Chouans, und am 5. Mai 1795 erkannte Stofflet als letzter die Republik und ihre Gesetze an.

### Der Zweite Krieg der Vendée 1795–1796
Die Hinrichtung Ludwigs XVI. und die erwartete Invasion einer royalistischen Emigrantenarmee mit englischer Unterstützung verbreiteten Unruhe unter den Vendéern und den Chouans und es kam wieder zu bewaffneten Auseinandersetzungen, blutigen Eroberungen und Verteidigung von Orten und Plätzen, und dem Massakrieren von Gefangenen und Verwundeten auf beiden Seiten (z. B. Beaulieu, Essarts, Quiberon).
Die Invasion der Royalisten auf der Halbinsel Quiberon wurde 4 Wochen lang von General Hoche in ihrem Landungsbereich niedergehalten, bevor sie sich Ende Juli ergaben oder zurück auf die englischen Schiffe flüchteten (Schlacht um Quiberon). Eine zweite Invasion Anfang Oktober südlich der Loiremündung (Île d’Yeu) wurde alleine durch die Organisation und Präsenz eines Küstenschutzes der Armee von Hoche ohne nennenswerte Kampfhandlungen verhindert. Der Bruder des Königs, der Comte d’Artois kehrte nach England zurück, ohne einen Meter französischen Bodens erobert zu haben.
Die Bekämpfung von Charette, der 15.000 Vendéer wieder zur Gegenrevolution vereinigt haben soll und von seinem, noch exilierten König Ludwig XVIII. zum Generalissimus der königlichen Armeen ernannt worden war, wurde das vordringlichste Ziel der republikanischen Armeen des Westens. Hoche wurde der alleinige, mit weitreichenden Vollmachten – auch in die Verwaltung hinein – ausgestattete Oberkommandierende. Bis zum Sommer 1796 hatten sich die wichtigsten Anführer des Aufstandes ergeben (Georges Cadoudal), oder waren gefallen (Louis Guérin), nach England geflüchtet (Puisaye), gefangen, verurteilt und hingerichtet (Charette, Stofflet).
Die Bevölkerung wurde befriedet, indem sie für abgelieferte Waffen (oft zuvor beschlagnahmtes) Saatgut, Vieh und Unterstützung für den Wiederaufbau erhielt. Hilfe erhielten auch zurückkehrende Flüchtlinge, deren Besitz geplündert und zerstört war. So schaffte die Regierung die «Pacification de la Vendée», für die General Hoche und die Armee des Westens ausgezeichnet wurden.

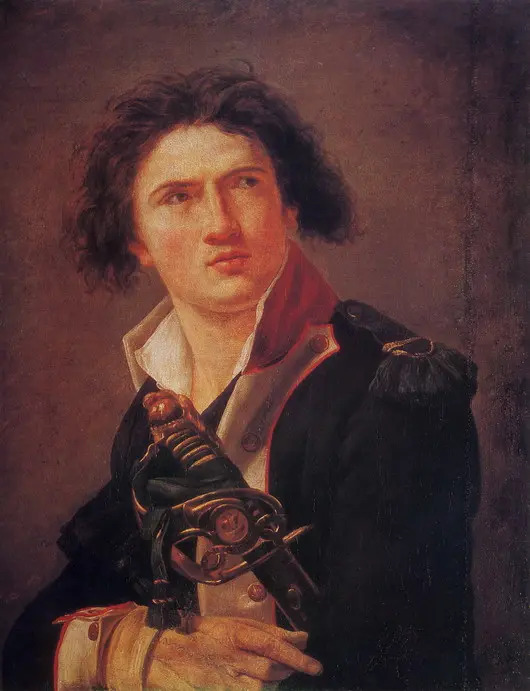
Lazare Hoche
vermutlich aus der Schule von Jacques-Louis David, um 1793.
Museum der westlichen und orientalischen Kunst Kiew.

Das Direktorium verkündete am 15. Juli 1796 das Ende eines erbittert geführten Bürgerkriegs mit, »les troubles dans l’Ouest sont apaisés«, die Unruhen im Westen sind beruhigt.

### Der dritte Krieg der Vendée 1798–1800
Im Herbst 1797 begannen Vendéer und Chouans wieder, sich gegen die Republik zu wenden. Sie sahen die Regierung durch die internen Machtkämpfe zwischen Liberalen und Radikalen, den Autoritätsverlust durch ökonomische Schwierigkeiten und militärische Niederlagen in den eroberten Ländern geschwächt.
Die Annullierung vorausgegangener Wahlen, der Linksruck im Direktorium mit Änderung seiner konzilianten Haltung und einer neuen Verfolgungswelle gegenüber den Emigranten und eidverweigernden Priestern, die Einführung der obligatorischen und allgemeinen Wehrpflicht – wovon die Vendée laut Friedensvertrag bisher ausgenommen war – all das bestärkte vermutlich die Landleute im Westen in dem Glauben, die Republik stürzen zu müssen.
Im September 1799 sollen 200 Chefs der Vendée und der Bretagne im Schloss La Jonchère (Dép. Vendée) vereinbart haben, sich am 15. Oktober gemeinsam zu erheben. Wieder gliederten sie sich entsprechend ihrer Regionen in die Armeen des Nieder-Poitou und der Pays de Retz, der westlichen Vendée und südlichen Loire, des Marais und des Anjou.
Die republikanische Armee im Westen, als Armée d’Angleterre aufgestellt, jetzt in Armée de l’Ouest umbenannt, war zwar an die 60.000 Mann stark, hatte jedoch anfänglich Probleme, dem Aufstand zu begegnen. Insbesondere den Bretonen gelang es, tausende Kämpfer zu mobilisieren.
Die Oberkommandierenden Generale de Hédouville und Brune hatten vom Ersten Konsul Bonaparte die Order, rücksichtslos gegen kriegseifrige Royalisten vorzugehen, aber die Masse der Bevölkerung in Frieden zu lassen.
Am 18. Januar 1800 unterzeichnete der Nachfolger Charettes, der royalistische General Charles Sapinaud de la Rairie, einen Friedensvertrag. Die Chouans akzeptierten einige Wochen später. Napoleon hatte vorher mit einer Proklamation der Religionsfreiheit Entgegenkommen gezeigt, aber Kompromisslosigkeit mit der Verlegung von 30.000 Mann Truppen in die Vendée demonstriert.

### Rebellionen 1815 und 1832
1815, während der Herrschaft der Hundert Tage Napoleons, sahen Vendéer und Chouans erneut die Gelegenheit, mit einem Aufstand die alte Monarchie wieder einsetzen zu können. Zwischen Ende Mai und Mitte Juli lieferten vor allem Chouans den kaiserlichen Truppen größere und kleinere Gefechte beiderseits der unteren Loire. Die sogenannte „Kleine Chouannerie“ endete mit der Rückkehr des bourbonischen Königs Ludwig XVIII.

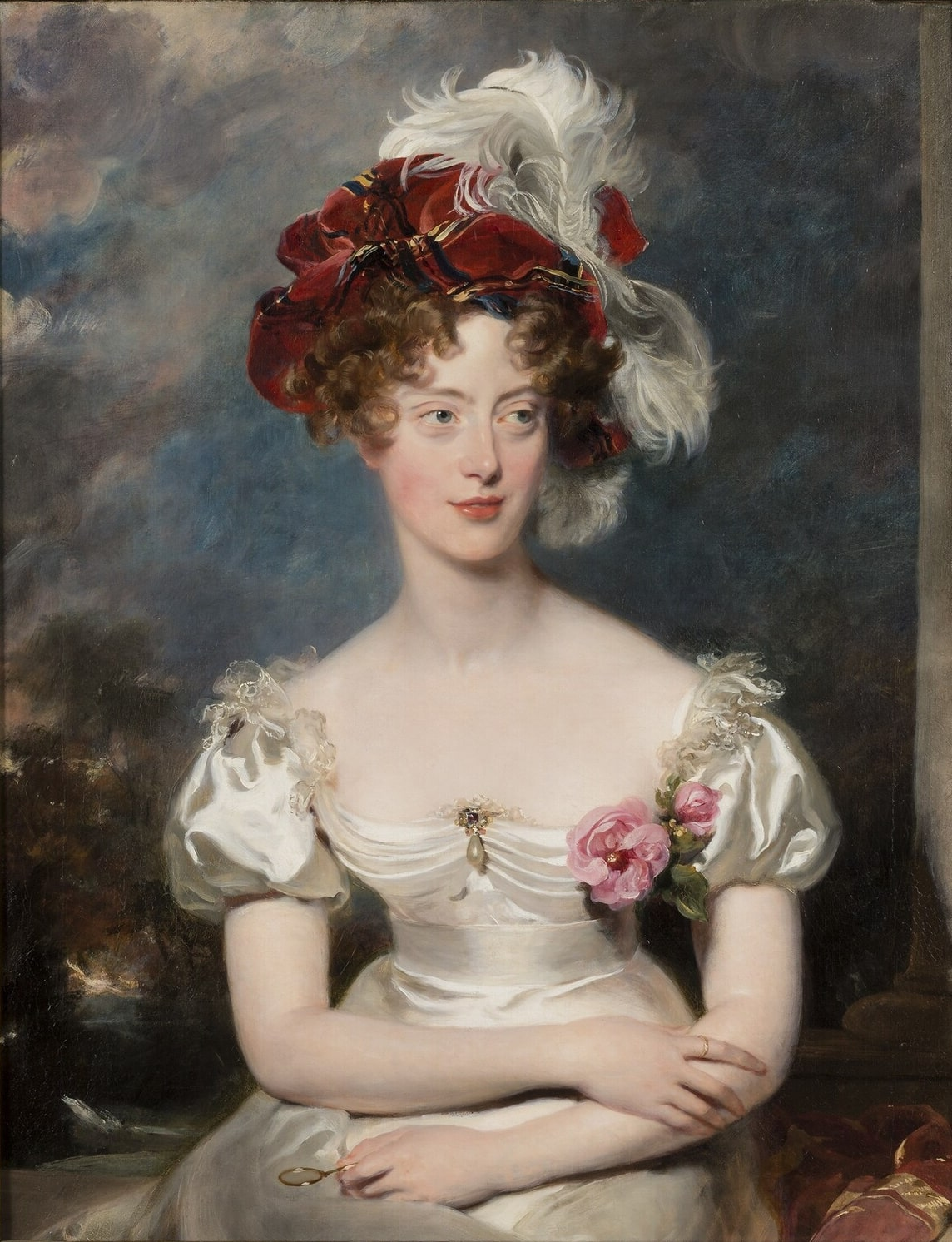
Marie Caroline von Bourbon-Sizilien, Herzogin von Berry

1832 konnte die Herzogin von Berry 20.000 Vendéer und Chouans mobilisieren, um für den legitimen Anspruch ihres Sohnes Henri als König Henri V. auf den französischen Thron zu kämpfen. In den Départements Loire-Atlantique, Ille-et-Vilaine und Vendée kam es im Mai und Juni 1832 zu Kämpfen zwischen Einheiten der regionalen Gendarmerie, Nationalgarde, Linientruppen und den Aufständischen. Letztere beendeten ihren Einsatz für eine aussichtslose Sache, als der ehemals napoleonische General Dermoncourt, der schon bei der Erstürmung der Bastille gekämpft haben soll, mit einer kleineren Armee anrückte und die Herzogin gefangen nehmen ließ.

## Rezeption

### Anerkennung als Völkermord
Im Frankreich der Gegenwart streiten die Historiker über die Interpretation der Vernichtung der Vendée im Jahre 1794. Herangezogen wird unter anderem folgender Brief, den auf dem Höhepunkt der terreur ein Minister aus Nantes erhalten hatte und den er dem Pariser Nationalkonvent vorlas:

„Mein Freund, ich verkünde Dir mit großem Vergnügen, dass die Räuber endlich vernichtet sind. […] Die Zahl der hierher gebrachten Räuber ist nicht abzuschätzen. Jeden Augenblick kommen neue an. Weil die Guillotine zu langsam ist, und das Erschießen auch zu lange dauert und Pulver und Kugeln vergeudet, hat man sich entschlossen, je eine gewisse Anzahl in große Boote zu bringen, in die Mitte des Flusses etwa eine halbe Meile vor der Stadt zu fahren, und das Boot dort zu versenken. So wird unablässig verfahren.“

Dieser Bericht aus der Pariser Nationalversammlung erschien am 2. Januar 1794 im „Moniteur“. Dokumente dieser Art sind Historikern in großer Zahl bekannt. General François-Joseph Westermann soll nach der Verfolgungs- und Vernichtungsaktion von Savenay an den Wohlfahrtsausschuss berichtet haben:

« Il n’y a plus de Vendée. Elle est morte sous notre sabre libre, avec ses femmes et ses enfants. Je viens de l’enterrer dans les marais et dans les bois de Savenay. Je n’ai pas un prisonnier à me reprocher. J’ai tout exterminé. »

„Es gibt keine Vendée mehr. Sie starb unter unserem blanken Säbel, mitsamt Frauen und Kindern. Ich habe sie in den Sümpfen und Wäldern von Savenay begraben. Man kann mir keine Gefangenen vorwerfen. Ich habe alles vernichtet.“

Den Bürgerkrieg hatten die Aufständischen schon im Dezember verloren, auch wenn später noch Kämpfe aufflackerten. Allein der militärische Sieg genügte den Jakobinern nicht. Der Konvent beschloss die Vernichtung der „Vendée“ und bereits am 7. November wurde das gleichnamige Departement in „Vengé“ („Gerächt“) umbenannt. Die Infrastruktur des Landstriches sollte restlos vernichtet, Höfe, Kirchen, die Ernten und die Wälder niedergebrannt, das Land und ausnahmslos alle Bewohner niedergemacht werden. General Turreau, Chef der „Höllenkolonnen“, der mit der Ausführung betraut wurde, ließ wissen: „Die Vendée muss ein nationaler Friedhof werden.“
François Furet nannte im Kritischen Wörterbuch der Französischen Revolution die Ereignisse die „größten Massaker der Terreur“. Neben den Berichten der Täter stehen die Erinnerungen der Opfer wie die Memoiren der Comtesse de La Rochejaquelein. Für beide Gruppen gilt, dass deren Angaben, die von bis zu 600.000 Opfern als Folge des Krieges in der Vendée sprechen, als weit überhöht zu gelten haben.
Nach Reynald Secher hat die Bevölkerung der Vendée im Zeitraum von 1792 bis 1802 um 117.000 Bewohner (bei ursprünglich 815.000 Einwohnern) abgenommen. Der Autor sieht in diesem Bevölkerungsverlust einen „Völkermord im Sinne des Nürnberger Prozesses“. Sein Buch löste in der französischen Öffentlichkeit sowie unter Historikern scharfe Kontroversen aus.
Die Schlussfolgerungen, die Secher sowie einige andere Historiker ziehen, übersehen jedoch leicht, dass aus einer Bevölkerungsabnahme selbst dieser Größenordnung nicht zwingend geschlossen werden kann, dass alle diese Bewohner umgekommen sind, auch deshalb, weil beispielsweise über Flüchtlingsströme aus der Vendée keine wirklich gesicherten Daten vorliegen. Andere Schätzungen gehen aus diesem Grund davon aus, dass die Zahl der Opfer in der Vendée weniger als die Hälfte der oben genannten Zahl beträgt, was die Dimension des Mordens in der Vendée während der Revolutionsära aber immer noch als beispiellos dastehen lässt.
„Vendée“ wurde in Frankreich bereits zur Revolutionszeit gleichbedeutend mit Gegenrevolution und gewalttätigem Widerstand gegen die nationale Regierung in anderen Regionen: „Die Vendée ist nicht mehr nur das Kerngebiet einer Revolte […]. Die Vendée ist heute überall.“
Die Interpretation der Französischen Revolution und als Teil davon die Behandlung der Vendée speist bis heute Konflikte zwischen Regionalisten und Zentralstaatsdenkern, Katholiken und Antiklerikalen, Rechten und Linken in Frankreich. Jeweils erstere neigen dazu, einen Völkermord zu sehen. Das Schicksal der Vendée wird in dem Schwarzbuch der Französischen Revolution behandelt, herausgegeben von dem Dominikanerpater Renaud Escande, erschienen im katholischen Verlag Les Editions du Cerf. In dem Abschnitt über „Bürgerkrieg, Genozid, Memorizid“ in der Vendée wird eine Verwandtschaft des Vernichtungsfeldzugs in der Vendée mit der Shoah behauptet.
Reynald Secher, Verfasser dieses Textteils wendet sich gegen die „Auslöschung der Erinnerung“, die er als „Memorizid“ bezeichnet. Er kritisiert andere Historiker, denen es darum gehe, „die Revolution reinzuwaschen vom Blutfleck der Vendée“, so Secher. „Dieser Negationismus geht so weit, dass […] die Existenz der Vernichtungsgesetze, dass die Ertränkungen, die Massentötungen vor allem von Frauen und Kindern, die Vernichtungsöfen […] geleugnet werden.“ Jean-Clément Martin, Professor an der Sorbonne und Kenner der Vendée-Kriege, kritisierte die Inhalte.
Der Napoleon-Experte Jean Tulard, Mitarbeiter des „Schwarzbuchs“, spricht offen vom „Genozid“: Die Ereignisse seien ein geplanter Völkermord, der so wenig eine bloße „Entgleisung“ gewesen sei, wie der Terreur in seiner Gesamtheit, sondern „gewollt, gedacht und erklärt von der revolutionären Regierung.“ Bereits Gracchus Babeuf nannte die Zerstörung der Vendée einen „populicide“.

### Gedenken
Tulard behauptet, diese dunkle Seite der Französischen Revolution werde verschwiegen, die Forschung dazu werde von einer „ideologisch“ motivierten Geschichtsschreibung boykottiert. In der Vendée wird die Erinnerung dagegen gepflegt. Auf Betreiben von Furet und Emmanuel Le Roy Ladurie wurde dort im Jahr 1994 das Forschungszentrum „Centre vendéen de Recherches historiques“ gegründet. In der Restaurationszeit hatten die Vendéer schon zahlreiche Monumente für die Anführer ihres Aufstands errichtet. Zahlreiche neugotische Kirchen, die heute für die kleinen Gemeinden überdimensioniert erscheinen, wurden im 19. Jahrhundert an Stelle der von den Revolutionären niedergebrannten Gotteshäuser als Zeichen des Andenkens errichtet.
Alljährlich findet vor dem Hintergrund eines von den Revolutionären niedergebrannten Schlosses in Puy du Fou ein Historienspektakel statt, das die Geschichte einer Familie der Vendée über 700 Jahre nachzeichnet. 2008 fand es zum 30. Mal statt, 2007 kamen 390.000 Zuschauer zu der Veranstaltung, die fast ausschließlich von Freiwilligen bestritten wird, deren Motivation in ihrer in den Vendée-Kriegen geschaffenen Identität liegt. Das Drehbuch verfasste seinerzeit der junge Philippe de Villiers.